# 槻木東
槻木東（つきのきひがし）は宮城県柴田郡柴田町の町丁。郵便番号は989-1757。人口は498人、世帯数は193世帯（2022年12月31日現在）。現行行政地名は槻木東一丁目から槻木東三丁目。槻木東一丁目から槻木東二丁目で住居表示が実施されている。

## 地理
柴田町の中部、槻木地区に位置する。北側から東側にかけてを大字四日市場と、南側の阿武隈川河川敷と西側の極僅かを大字槻木と、それ以外を槻木下町と接する。柴田町が設置する行政区では第16区もしくは第18A区に属する。
二丁目と三丁目の間を宮城県道28号丸森柴田線が通り、槻木下町との境界には宮城県道52号亘理村田蔵王線と宮城県道28号丸森柴田線が、大字槻木との境界には国道4号柴田バイパスが通っている。また、西側の大字槻木との間には東北本線が通過している。かつては奥州街道が通っていた。

## 歴史
槻木東一丁目と槻木東二丁目は住居表示の施行により1997年（平成9年）に誕生し、槻木東三丁目は「柴田町槻木生月土地区画整理事業」により開発が進み、2001年（平成13年）に換地処分が行われ誕生した。この事業では全国の区画整理事業で初めて「OE式地下貯水システム」という貯水システムが採用されている。

### 年表
- 1997年（平成9年）9月1日 - 住居表示が施行され、槻木東一丁目・槻木東二丁目が誕生する。
- 1998年（平成10年）3月10日 - 宮城県が柴田町槻木生月土地区画整理事業を認可し、事業に着手する[8]。
- 2001年（平成13年）
  - 1月12日 - 換地処分の公告が行われる[8]。
  - 1月13日 - 換地処分の効力が発生したことにより、槻木東三丁目が誕生する。
  - 3月30日 - 柴田町槻木生月土地区画整理事業の事業が終了し解散する[8]。

### 町名の変遷
町名の変遷は以下の通りとなる。
| 実施後       | 実施年月日   | 実施前（各町名ともその一部） | 実施前（各町名ともその一部） |
| ------------ | ------------ | ---------------------------- | ---------------------------- |
| 槻木東一丁目 | 1997年9月1日 | 大字槻木                     | 字東小井戸                   |
| 槻木東一丁目 | 1997年9月1日 | 大字槻木                     | 字新舘ノ内                   |
| 槻木東一丁目 | 1997年9月1日 | 大字槻木                     | 字本木                       |
| 槻木東一丁目 | 1997年9月1日 | 大字槻木                     | 字新本木                     |
| 槻木東二丁目 | 1997年9月1日 | 大字槻木                     | 字新田町                     |
| 槻木東二丁目 | 1997年9月1日 | 大字四日市場                 | 字西台道西                   |
| 槻木東二丁目 | 1997年9月1日 | 大字四日市場                 | 字神明                       |

## 世帯数と人口
2022年（令和4年）12月31日現在の世帯数と人口は以下の通りとなる。
| 丁目         | 世帯    | 人口  |
| 槻木東一丁目 | 85世帯  | 194人 |
| 槻木東二丁目 | 38世帯  | 82人  |
| 槻木東三丁目 | 70世帯  | 222人 |
| 計           | 193世帯 | 498人 |

## 小・中学校の学区
小・中学校の学区は以下の通りとなる。
| 町丁         | 字・番地 | 小学校     | 中学校     |
| ------------ | -------- | ---------- | ---------- |
| 槻木東一丁目 | 全域     | 槻木小学校 | 槻木中学校 |
| 槻木東二丁目 | 全域     | 槻木小学校 | 槻木中学校 |
| 槻木東三丁目 | 全域     | 槻木小学校 | 槻木中学校 |

## 施設

### 公共

#### 公園
- 生月公園（槻木東三丁目4）
- 生月緑地（槻木東三丁目118）

#### 学校
- 柴田町立槻木中学校（槻木東二丁目3-1）

## 交通

### 鉄道
鉄道駅はない。最寄り駅は東北本線の槻木駅。
- 東日本旅客鉄道
  - ■東北本線

### バス
- 地区内に路線バスやコミュニティバス、廃止代替バスは通っていない。

### 道路

#### 一般国道
- 国道4号

#### 一般県道
- 宮城県道28号丸森柴田線
- 宮城県道52号亘理村田蔵王線